# Bezhînove, Novoaidar
Bezhînove (în ucraineană Безгинове) este un sat în comuna Hreciîșkîne din raionul Novoaidar, regiunea Luhansk, Ucraina.

## Demografie
Componența lingvistică a localității Bezhînove
     Rusă (53,73%)
     Ucraineană (46,27%)
Conform recensământului din 2001, majoritatea populației localității Bezhînove era vorbitoare de rusă (53,73%), existând în minoritate și vorbitori de ucraineană (46,27%).